# 大衛·咸美頓·科赫
大衛·咸美頓·科赫（英語：David Hamilton Koch，1940年5月3日—2019年8月23日）是一名美國商人、慈善家、政治活動家和化學工程師。他是2012年美國第四富有的人，也是2013年全紐約市最富有的人，也是2014年全球第九富有的人，还在福布斯2019年億萬富翁排行榜中名列第11位，資產達到505億美元。他是全美航空1493號班機空難的生還者。

## 个人特征
科赫是美国的一個著名的自由主義者。他是1980年美國副總統的自由主義者候選人，並幫助資助了競選活動。他創立了Citizens for a Sound Economy並向宣傳團體和政治運動捐款，其中大部分是共和黨人。科赫於 1984年成為共和黨人；2012年，他斥資1億多美元反對奧巴馬總統連任，但失敗了。
科赫是2012年美國第四大富豪，2013年是紐約市最富有的居民。截至2019年6月，科赫在全球富豪榜上排名第11（與他的兄弟查爾斯並列），擁有505億美元的財富。科赫為林肯中心、斯隆凱特林、紐約長老會醫院和美國自然歷史博物館的恐龍館做出了貢獻。位於林肯中心的紐約州劇院是紐約市芭蕾舞團的所在地，在科赫捐贈1億美元用於劇院翻新後，該劇院於2008年更名為大衛·H·科赫劇院。

## 外部連結
- C-SPAN內的頁面（英文）
- Daniel Schulman. . Grand Central Publishing. 2014年5月20日  [2015年12月11日]. ISBN 1455518735. （原始内容存档于2019年1月7日）.* Political contributions from Influence Explorer at the Sunlight Foundation
- Names in the News: David and Charles Koch（页面存档备份，存于） at FollowTheMoney.org
- Collected news and commentary （页面存档备份，存于） at The New York Times

| 政党职务               | 政党职务                          | 政党职务             |
| ---------------------- | --------------------------------- | -------------------- |
| 前任者： 大衛·伯格蘭德 | 美國副總統自由意志黨提名人 1980年 | 繼任者： 占士·劉易斯 |